# Liga de Campeones de la CAF 2003
La Liga de Campeones de la CAF del 2003 fue la edición 39 del torneo anual de fútbol a nivel de clubes de África organizado por la CAF.
El Enyimba de Nigeria se proclamó campeón por primera vez.

## Ronda Preliminar
| Equipo 1        | Agr.     | Equipo 2               | Ida | Vuelta |
| --------------- | -------- | ---------------------- | --- | ------ |
| Wallidan        | 1–0      | Dragons de l'Ouémé     | 1–0 | 0–0    |
| FC Nouadhibou   | 2–2 (v.) | Niamey                 | 2–1 | 0–1    |
| Sony Elá Nguema | 0–1      | Douanes                | 0–0 | 0–1    |
| Villa           | 4–2      | Muzinga                | 4–1 | 0–1    |
| Saint George    | 2–3      | Rayon Sport            | 1–3 | 1–0    |
| AS ADEMA        | 1–3      | Saint-Louisienne       | 1–0 | 0–3    |
| Red Sea         | 2–2 (p.) | Nzoia Sugar            | 2–0 | 0–2    |
| Simba           | 4–1      | Botswana Defence Force | 1–0 | 3–1    |
| La Passe        | 1–2      | Port-Louis             | 1–0 | 0–2    |

## Primera Ronda
| Equipo 1           | Agr.     | Equipo 2            | Ida | Vuelta |
| ------------------ | -------- | ------------------- | --- | ------ |
| USM Alger          | 3–2      | Wallidan            | 2–0 | 1–2    |
| Stade Malien       | 2–2 (v.) | Police              | 1–0 | 1–2    |
| Canon Yaoundé      | 5–4      | Al-Merrikh          | 5–0 | 0–4    |
| Saint Eloi Lupopo  | 3–1      | USM Libreville      | 0–1 | 3–0    |
| ASEC Mimosas       | 5–2      | Niamey              | 3–0 | 2–2    |
| Hassania Agadir    | 0–0 (p.) | Al-Ittihad          | 0–0 | 0–0    |
| Hearts of Oak      | 4–1      | AS Douanes          | 1–0 | 3–1    |
| ASA                | 3–2      | Villa               | 1–2 | 2–0    |
| Jeanne d'Arc       | 2–1      | ASFA Yennenga       | 2–0 | 0–1    |
| Enyimba            | 8–2      | Satellite           | 3–0 | 5–2    |
| Espérance de Tunis | 7–2      | Rayon Sport         | 5–0 | 2–2    |
| Highlanders        | 4–2      | SS Saint-Louisienne | 3–1 | 1–1    |
| Zamalek            | 7–1      | Nzoia Sugar         | 3–0 | 4–1    |
| Santos             | 0–0 (p.) | Simba               | 0–0 | 0–0    |
| Ismaily            | 1–0      | Zanaco              | 1–0 | 0–0    |
| Ferroviário Maputo | 2–2 (p.) | Port-Louis          | 2–0 | 0–2    |

## Segunda Ronda
| Equipo 1          | Agr.     | Equipo 2           | Ida | Vuelta |
| ----------------- | -------- | ------------------ | --- | ------ |
| Stade Malien      | 1–3      | USM Alger          | 1–1 | 0–2    |
| Saint Eloi Lupopo | 1–3      | Canon Yaoundé      | 0–0 | 1–3    |
| Hassania Agadir   | 0–1      | ASEC Mimosas       | 0–0 | 0–1    |
| ASA               | 3–2      | Hearts of Oak      | 3–0 | 0–2    |
| Enyimba           | 4–0      | Jeanne d'Arc       | 4–0 | 0–0    |
| Highlanders       | 1–7      | Espérance de Tunis | 1–1 | 0–6    |
| Simba             | 1–1 (p.) | Zamalek            | 1–0 | 0–1    |
| Port-Louis        | 0–7      | Ismaily            | 0–1 | 0–6    |

## Fase de grupos

### Grupo A
| Club         | Pts. | PJ | PG | PE | PP | GF | GC | Dif. |
| ------------ | ---- | -- | -- | -- | -- | -- | -- | ---- |
| Enyimba      | 12   | 6  | 4  | 0  | 2  | 14 | 11 | +3   |
| Ismaily      | 11   | 6  | 3  | 2  | 1  | 13 | 7  | +6   |
| Simba        | 7    | 6  | 2  | 1  | 3  | 7  | 10 | -3   |
| ASEC Mimosas | 4    | 6  | 1  | 1  | 4  | 6  | 12 | -6   |

| Local        | Visita       | Ida | Vuelta |
| ------------ | ------------ | --- | ------ |
| ASEC Mimosas | Ismaily      | 1-1 | 0-2    |
| Enyimba      | Simba        | 3-0 | 1-2    |
| Ismaily      | Enyimba      | 6-1 | 2-4    |
| Simba        | ASEC Mimosas | 1-0 | 3-4    |
| Enyimba      | ASEC Mimosas | 3-1 | 2-0    |
| Simba        | Ismaily      | 0-0 | 1-2    |

### Grupo B
| Club               | Pts. | PJ | PG | PE | PP | GF | GC | Dif. |
| ------------------ | ---- | -- | -- | -- | -- | -- | -- | ---- |
| Espérance de Tunis | 14   | 6  | 4  | 2  | 0  | 7  | 2  | +5   |
| USM Alger          | 9    | 6  | 3  | 0  | 3  | 7  | 4  | +3   |
| Canon Yaoundé      | 7    | 6  | 2  | 1  | 3  | 6  | 10 | -4   |
| ASA                | 4    | 6  | 1  | 1  | 4  | 3  | 7  | -4   |

| Local              | Visita             | Ida | Vuelta |
| ------------------ | ------------------ | --- | ------ |
| ASA                | USM Alger          | 1-0 | 0-2    |
| Espérance de Tunis | Canon Yaoundé      | 2-1 | 1-1    |
| USM Alger          | Espérance de Tunis | 0-1 | 0-2    |
| Canon Yaoundé      | ASA                | 2-1 | 2-1    |
| USM Alger          | Canon Yaoundé      | 3-0 | 2-0    |
| ASA                | Espérance de Tunis | 0-0 | 0-1    |

## Semifinales
| Equipo 1  | Agr. | Equipo 2           | Ida | Vuelta |
| --------- | ---- | ------------------ | --- | ------ |
| Ismaily   | 6–2  | Espérance de Tunis | 3–1 | 3–1    |
| USM Alger | 2–3  | Enyimba            | 1–1 | 1–2    |

## Final
| Equipo 1 | Agr. | Equipo 2 | Ida | Vuelta |
| -------- | ---- | -------- | --- | ------ |
| Enyimba  | 2–1  | Ismaily  | 2–0 | 0–1    |

### Ida
| 30-11-2003 | Enyimba                   | 2–0     | Ismaily | Enyimba International Stadium, Aba |                                |
|            | - Nwanna 28' - Anumnu 49' | Reporte |         | Árbitro(s): Hailemalak Tessema     | Árbitro(s): Hailemalak Tessema |

### Vuelta
| 12-12-2003 | Ismaily               | 1–0     | Enyimba | Ismailia Stadium, Ismaïlia                               |                                                          |
|            | - Abd Rabo 27' (pen.) | Reporte |         | Asistencia: 20,000 espectadores Árbitro(s): Eddy Maillet | Asistencia: 20,000 espectadores Árbitro(s): Eddy Maillet |

Campeón

Enyimba
1º título